# Scolicosporium
Scolicosporium is een geslacht van schimmels uit de familie Pleomassariaceae. De typesoort is Scolicosporium fagi.  

## Soorten
Volgens Index Fungorum telt het geslacht tien soorten:
| Soortnaam                    | Auteur(s)         | Publicatiejaar |
| ---------------------------- | ----------------- | -------------- |
| Scolicosporium betulae       | Rostr.            | 1904           |
| Scolicosporium campsosperma  | (Peck) Höhn.      | 1910           |
| Scolicosporium coryli        | Dearn. & House    | 1916           |
| Scolicosporium fagi          | Lib. ex Roum.     | 1880           |
| Scolicosporium fusarioides   | (Sacc.) B. Sutton | 1975           |
| Scolicosporium minkeviciusii | Treigienė         | 2002           |
| Scolicosporium pauciseptatum | Constant.         | 1991           |
| Scolicosporium pedicellatum  | Dearn. & Overh.   | 1924           |
| Scolicosporium phoebes       | T.S. Ramakr.      | 1951           |
| Scolicosporium transversum   | Fairm.            | 1922           |